# Алфонсо VI од Леона
Алфонсо VI од Леона (шп. Alfonso VI de León; Замора, 1040 — Толедо, 1109), звани Храбри (шп. el Bravo), био је краљ Леона, од 1065. године, краљ Кастиље и де факто краљ Галиције од 1072. После освајања Толеда 1085, самопрозвао се краљем над краљевима Толеда, Хиспаније и Галиције (victoriosissimo rege in Toleto, et in Hispania et Gallecia).

## Порекло
Алфонсо VI је други по реду син краља Фернанда I и његове жене Санче од Леона. Био је брат Санча II, краља Кастиље и Леона, Гарсија II, Елвире од Тора и Ураке од Саморе.

## Успон на власт
Као другорођени син краља Леона и грофа Кастиље, Фернанда I, и краљице Санче од Леона, Алфонсо није имао право на наслеђе. Међутим, Фернандо I је 1063. године краљевским декретом одлучио да краљевства подели између своја три сина.
- Алфонсу је припала најважније круна, Краљевина Леона, и права на Емират Толеда.
- Његовом прворођеном брату Санчу припала је краљевина Кастиља и Емират Сарагосе.
- Његовом најмлађем брату, Гарсији, припала је краљевина Галиција, као и емирати Севиље и Бадахоса.
- Његовој сестри, Ураки, припао је град Самора.
- Његовој сестри, Елвири, припао је град Торо.

## Владавина

### Сукоби са браћом
Брат Алфонса VI, Санчо, сматрао је да, као прворођени син краља Фернанда, представља јединог легитимног наследника свих краљевстава. Сукоби почињу 1067. године, када умире њихова мајка Санча, и трају наредних седам година. Први пут се сукобљавају у Љантади, 19. јуна 1068. године, када склапају договор да онај који победи добија краљевства пораженог. Иако Санчо побеђује, Алфонсо не испуњава договорено. Упркос томе, они одржавају односе, што се види из чињенице да је Алфонсо присуствовао Санчовом венчању са енглеском племкињом Албертом, када договарају расподелу краљевства Галиције, која је припала њиховом најмлађем брату Гарсији. Санчо улази у Галицију 1071. године, поражава Гарсију држи га заробљеног у Бургосу, све док Гарсија није избегао у таифу Севиљу. Алфонсо и Санчо се проглашавају краљевима Галиције. То примирје се прекида битком код Голпехере 1072. године. Санчове трупе излазе као победничке и он заробљава Алфонса у Бургосу. Касније, Алфонсо је пребачен у манастир Сахагун, одакле, уз помоћ своје сестре Ураке, успева да побегне у Толедо. Санчо се окреће против своје сестре, и започиње опсаду Саморе, која је била под њеном влашћу. Леонско племство јој пристиже у помоћ и Санчо бива убијен од стране племића Вељида Долфоса, 1072. године. Гарсија је искористио Санчову смрт да би вратио свој престо, али Алфонсо га 1073. године позива на састанак и тада га заробљава у дворцу Луна до краја његовог живота. Гарсија је умро 1090. године. Алфонсо VI следећих четрнаест година посвећује проширењу својих територија.

### Територијална проширења
Први корак направио је 1076; након смрти монарха Санча Гарсеса, народ Наваре одлучује да трон не припадне његовом сину, већ једном од унука Санча III од Наваре, Алфонсу VI, или Санчу Рамиресу од Арагона који су напали Краљевину Навару. Након постизања споразума, Санчо је признат као краљ Наваре, а Алфонсу су припале територије Алаве, Баскије, дела Гипускоа и Буребе. Алфонсо 1077. добија титулу императора читаве Шпаније.
Проширење територија било је великим делом на рачун муслиманског краљевства, чиме улази у сукоб са Арапима. Један од покушаја освајања завршио се неуспешно 1083. у дворцу Руеда де Халон, након што је Алфонсо примио вест да гувернер тврђаве која се налазила у краљевини Сарагоси, планира да је прода краљевини Леона. Алфонсо тада шаље трупе да заузму тврђаву и тамо убијају неколико његових водећих чиновника. Таифа Толеда Ал-Мамун умире и наслеђује га унук Ал-Кадир који 1084. тражи помоћ од Алфонса. Он прихвата позив у помоћ, али искоришћава ситуацију и осваја Толедо 25. маја 1085. а Ал-Кадир бива признат као краљ у Валенсији под заштитом Алвара Фањеза. Након овог успеха 1085. Алфонсо заузима Маирит. Следећи циљ биле су му Кордоба, Севиља и Гранада.

### Алфонсо VI и Алморавиди
Притисак краља Алфонса VI натерао је муслиманске краљеве Севиље, Бадахоса и Гранаде да затраже помоћ муслимана из северне Африке, где је на власти била династија Алморавида, а чији је емир био Јусуф ибн Тасхуфин. Он тада креће према Толеду, док је краљ Алфонсо опседао Сарагосу. Краљ убрзо креће у сусрет муслиманима, али бива поражен 1086. године код Салаке. Јусуф ибн Тасхуфин није искористио своју предност и вратио се у Мароко. Јусуф ибн Тасхуфин 1090. године се вратио и прво је опсео замак Аледо, између Мурсије и Лорке. Затим је заузео Гранаду, 1091. године Севиљу и 1094. Бадахос. Алморавидима су се нешто дуже опирали Сарагоса и Валенсија, коју је од 1094. држао највећи јунак рекоонкисте, Родриго Дијаз де Вивар, познатији као Сид, али је после његове смрти и она освојена од стране Алморавида, 1102. године.

## Брак и породица
Алфонсо VI се женио најмање 5 пута, и имао најмање 2 љубавнице за које се знало.
Сматра се да је био верен са једном од ћерки краља Вилијама I од Енглеске, али њено име није познато.
У брак са Агнес од Акитаније, ћерком Вилијама VIII од Аквитаније. ступа 1069. Били су у браку до маја 1077. када се њихов брак окончао. Неки кажу да је умрла, а неки да су се развели. Њих двоје нису имали деце. Између свог првог и другог брака, верује се да је био са једном конкубином Хименом Муњоз, која је била краљевске крви и са њом је имао две ћерке - Елвиру и Тересу.
Друга жена му је била Констанца од Бургундије са којом је имао ћерку Ураку. Верује се да се Констанцом оженио 1080. а она је умрла 1093. У почетку њихов брак није одобрен од стране свештеника јер се сматрало да је она била у крвном сродству са његовом првом женом.
Након Констанцине смрти, био је са својом другом љубавницом Заидом од Севиље, за коју се тврдило да је била у сродству са Алмутамидом који је био муслимански краљ. Она му је подарила јединог сина - Санча. Иако је био рођен у ванбрачној заједници, био је признат као његов наследник, јер је рођен након Констанцине смрти. Неки кажу да је Заида заправо била краљица Изабела и да јој је Заида било име пре него што је била крштена. Она је умрла у току порођаја, али се не зна да ли је то било када се рађао Санчо или неко друго дете.
Бертом се жени 1095. Постоје теорије да је Берта била ћерка Вилијама од Бургундије или Роџера, грофа Савоје. Са њом није имао деце. Умрла је 1099.
Алфонсо се 1100. године жени Изабелом, која ће му подарити две ћерке - Санчу и Елвиру.
Поново остаје удовац 1107. године.
Маја 1108. се поново жени. Сматра се да је та његова жена, Беатрис била нећака његове прве жене.
Историјски извори наводе да је Алфонсо током живота прешао у Зороастрионизам и одрекао се хришћанства.
Алфонсов званични наследник Санчо, погинуо је у бици код Уцијаса 1108. где је поражен и његовом смрћу је наследница постала Урака.

## Смрт
Алфонсо VI је умро 1109. године, 1. јула, у својој 62. години, оставивши ћерку Ураку као наследницу; она се после смрти Рајмунда Бургундског, као његова удовица, преудала за арагонског краља Алфонса I.
Иако је постојала могућност да Алфонсо I уједини Арагон и Навару са Леоном и Кастиљом, отпори су билу сувише снажни, па избија рат између присталица брака Алфонса I и Ураке и присталица њеног сина Алфонса, који траје неколико година. Коначно, династички брак је поништен у Риму, да би Уракин син наследио престо Леона и Кастиље као Алфонсо VII. Након смрти Алфонса I, Алфонсо VII се крунисао као краљ над краљевима.
Алфонсо VI сахрањен је у манастиру Сан Бенито од Сахагуна у граду Леон Сахагун.
Гроб у коме је Алфонсо сахрањен био је уништен у пожару 1810. године. Његови, и посмртни остаци његових жена прикупљени су и сачувани до 1821. када бивају протерани монаси манастира где се гроб налазио. Веровало се да се тада губи сваки траг његовим остацима, али 1835. када је манастир Сан Бенито продат, у њему су нађене и две кутије у којима су посмртни остаци нађени.
Данас његови остаци почивају у манастиру Сахагун у подножју храма.

## Алфонсо VI и Сид
Родриго Дијас де Бивар (шп. El Cid Campeador), рођен је у Бургосу или у једном малом месту у самој близини. Истакао се у војној служби Фернанда I и Санча II. Алфонсо VI је у првим годинама своје владавине високо ценио Сида. Између осталог, почаствовао га је женидбом са Хименом Дијас, ћерком грофа Овиједа и својом нећаком. Поверење му је указао и кад га је послао у Севиљу да прикупи данак од муслиманског краља. То посланство било је узрок њихових будућих неспоразума. Краљ Севиље био је у рату са краљем Гранаде, којег су подстицали кастиљански племићи, а међу њима и моћни гроф Гарсија Ордоњес. Како је краљ Севиље био вазал Алфонса VI, Сид је сматрао да му је дужност да му помогне. Допринео је поразу војске Гранаде и заробио кастиљанске племиће. Тиме је навукао непријатељство грофа Гарсије Ордоњеса, који је почео да мешетари код Алфонса VI како би Сид пао у немилост. То се и десило кад је Сид напао маварског краља Толеда, 1081, који је такође био штићеник кастиљанског краља. Алфонсо VI је након тога протерао Сида из Кастиље.
У току Алфонсових сукоба са браћом, Сид је био на Санчовој страни и из свих бојева је излазио као победник. Због тога је већ у 23. години добио надимак Бојовник (шп. El Campeador). Уз Сидову помоћ, Санчо побеђује Алфонса, али уз помоћ сестре, завером, Алфонсо успева да убије брата и проглашава се краљем Леона и Кастиље. Али како се сматрао братоубицом, Кастиљци га не прихватају, већ је морао да се (криво) закуне у Светој Гадеји, цркви у Бургосу, да није учествовао у убиству свога брата. Алфонсо VI је морао да се закуне пред Сидом. Легенда каже да је краљ изговорио: "Заклињем се", а да је Сид додао: "Ако сте се криво заклели, нека Господ нареди да вас убије неки подлац и издајник, ваш поданик, као што је био Адолфо Вељидо, који је убио краља Санча". Прича казује да је краљ Алфонсо узвикнуо: "Амен", али је пребледео и био веома узнемирен. Тек после заклетве, Сид је пољубио руку краљу и заклео му се на верност.

## Породично стабло
|  |                                              |  |  |  |  |  |  |  |  |  |  |  |  |  |  |  |
|  | 16. Санчо II од Наваре                       |  |  |  |  |  |  |  |  |  |  |  |  |  |  |  |
|  |                                              |  |  |  |  |  |  |  |  |  |  |  |  |  |  |  |
|  |                                              |  |  |  |  |  |  |  |  |  |  |  |  |  |  |  |
|  | 8. Гарсија Санчез II од Памплоне             |  |  |  |  |  |  |  |  |  |  |  |  |  |  |  |
|  |                                              |  |  |  |  |  |  |  |  |  |  |  |  |  |  |  |
|  |                                              |  |  |  |  |  |  |  |  |  |  |  |  |  |  |  |
|  | 17. Urraca Fernández of Castile              |  |  |  |  |  |  |  |  |  |  |  |  |  |  |  |
|  |                                              |  |  |  |  |  |  |  |  |  |  |  |  |  |  |  |
|  |                                              |  |  |  |  |  |  |  |  |  |  |  |  |  |  |  |
|  | 4. Санчо III од Наваре                       |  |  |  |  |  |  |  |  |  |  |  |  |  |  |  |
|  |                                              |  |  |  |  |  |  |  |  |  |  |  |  |  |  |  |
|  |                                              |  |  |  |  |  |  |  |  |  |  |  |  |  |  |  |
|  | 18. Fernando Bermúdez de Cea                 |  |  |  |  |  |  |  |  |  |  |  |  |  |  |  |
|  |                                              |  |  |  |  |  |  |  |  |  |  |  |  |  |  |  |
|  |                                              |  |  |  |  |  |  |  |  |  |  |  |  |  |  |  |
|  | 9. Химена Фернандез                          |  |  |  |  |  |  |  |  |  |  |  |  |  |  |  |
|  |                                              |  |  |  |  |  |  |  |  |  |  |  |  |  |  |  |
|  |                                              |  |  |  |  |  |  |  |  |  |  |  |  |  |  |  |
|  | 19. Elvira Díaz of Saldaña                   |  |  |  |  |  |  |  |  |  |  |  |  |  |  |  |
|  |                                              |  |  |  |  |  |  |  |  |  |  |  |  |  |  |  |
|  |                                              |  |  |  |  |  |  |  |  |  |  |  |  |  |  |  |
|  | 2. Фернандо I од Леона                       |  |  |  |  |  |  |  |  |  |  |  |  |  |  |  |
|  |                                              |  |  |  |  |  |  |  |  |  |  |  |  |  |  |  |
|  |                                              |  |  |  |  |  |  |  |  |  |  |  |  |  |  |  |
|  | 20. García Fernández, Count of Castile (=26) |  |  |  |  |  |  |  |  |  |  |  |  |  |  |  |
|  |                                              |  |  |  |  |  |  |  |  |  |  |  |  |  |  |  |
|  |                                              |  |  |  |  |  |  |  |  |  |  |  |  |  |  |  |
|  | 10. Санчо Гарсија од Кастиље                 |  |  |  |  |  |  |  |  |  |  |  |  |  |  |  |
|  |                                              |  |  |  |  |  |  |  |  |  |  |  |  |  |  |  |
|  |                                              |  |  |  |  |  |  |  |  |  |  |  |  |  |  |  |
|  | 21. Ava of Ribagorza (=27)                   |  |  |  |  |  |  |  |  |  |  |  |  |  |  |  |
|  |                                              |  |  |  |  |  |  |  |  |  |  |  |  |  |  |  |
|  |                                              |  |  |  |  |  |  |  |  |  |  |  |  |  |  |  |
|  | 5. Muniadona of Castile                      |  |  |  |  |  |  |  |  |  |  |  |  |  |  |  |
|  |                                              |  |  |  |  |  |  |  |  |  |  |  |  |  |  |  |
|  |                                              |  |  |  |  |  |  |  |  |  |  |  |  |  |  |  |
|  | 22. Gómez Díaz, Count of Saldaña             |  |  |  |  |  |  |  |  |  |  |  |  |  |  |  |
|  |                                              |  |  |  |  |  |  |  |  |  |  |  |  |  |  |  |
|  |                                              |  |  |  |  |  |  |  |  |  |  |  |  |  |  |  |
|  | 11. Urraca Gómez                             |  |  |  |  |  |  |  |  |  |  |  |  |  |  |  |
|  |                                              |  |  |  |  |  |  |  |  |  |  |  |  |  |  |  |
|  |                                              |  |  |  |  |  |  |  |  |  |  |  |  |  |  |  |
|  | 23. Muniadona Fernández of Castile           |  |  |  |  |  |  |  |  |  |  |  |  |  |  |  |
|  |                                              |  |  |  |  |  |  |  |  |  |  |  |  |  |  |  |
|  |                                              |  |  |  |  |  |  |  |  |  |  |  |  |  |  |  |
|  | 1. Алфонсо VI од Леона                       |  |  |  |  |  |  |  |  |  |  |  |  |  |  |  |
|  |                                              |  |  |  |  |  |  |  |  |  |  |  |  |  |  |  |
|  |                                              |  |  |  |  |  |  |  |  |  |  |  |  |  |  |  |
|  | 24. Ordoño III of León                       |  |  |  |  |  |  |  |  |  |  |  |  |  |  |  |
|  |                                              |  |  |  |  |  |  |  |  |  |  |  |  |  |  |  |
|  |                                              |  |  |  |  |  |  |  |  |  |  |  |  |  |  |  |
|  | 12. Bermudo II of León                       |  |  |  |  |  |  |  |  |  |  |  |  |  |  |  |
|  |                                              |  |  |  |  |  |  |  |  |  |  |  |  |  |  |  |
|  |                                              |  |  |  |  |  |  |  |  |  |  |  |  |  |  |  |
|  | 6. Алфонсо V од Леона                        |  |  |  |  |  |  |  |  |  |  |  |  |  |  |  |
|  |                                              |  |  |  |  |  |  |  |  |  |  |  |  |  |  |  |
|  |                                              |  |  |  |  |  |  |  |  |  |  |  |  |  |  |  |
|  | 26. García Fernández, Count of Castile (=20) |  |  |  |  |  |  |  |  |  |  |  |  |  |  |  |
|  |                                              |  |  |  |  |  |  |  |  |  |  |  |  |  |  |  |
|  |                                              |  |  |  |  |  |  |  |  |  |  |  |  |  |  |  |
|  | 13. Elvira García                            |  |  |  |  |  |  |  |  |  |  |  |  |  |  |  |
|  |                                              |  |  |  |  |  |  |  |  |  |  |  |  |  |  |  |
|  |                                              |  |  |  |  |  |  |  |  |  |  |  |  |  |  |  |
|  | 27. Ava of Ribagorza (=21)                   |  |  |  |  |  |  |  |  |  |  |  |  |  |  |  |
|  |                                              |  |  |  |  |  |  |  |  |  |  |  |  |  |  |  |
|  |                                              |  |  |  |  |  |  |  |  |  |  |  |  |  |  |  |
|  | 3. Санча од Леона                            |  |  |  |  |  |  |  |  |  |  |  |  |  |  |  |
|  |                                              |  |  |  |  |  |  |  |  |  |  |  |  |  |  |  |
|  |                                              |  |  |  |  |  |  |  |  |  |  |  |  |  |  |  |
|  | 28. Gonzalo Menéndez, Count of Portugal      |  |  |  |  |  |  |  |  |  |  |  |  |  |  |  |
|  |                                              |  |  |  |  |  |  |  |  |  |  |  |  |  |  |  |
|  |                                              |  |  |  |  |  |  |  |  |  |  |  |  |  |  |  |
|  | 14. Menendo González, Count of Portugal      |  |  |  |  |  |  |  |  |  |  |  |  |  |  |  |
|  |                                              |  |  |  |  |  |  |  |  |  |  |  |  |  |  |  |
|  |                                              |  |  |  |  |  |  |  |  |  |  |  |  |  |  |  |
|  | 29. Ilduara (Ildonza) Peláez                 |  |  |  |  |  |  |  |  |  |  |  |  |  |  |  |
|  |                                              |  |  |  |  |  |  |  |  |  |  |  |  |  |  |  |
|  |                                              |  |  |  |  |  |  |  |  |  |  |  |  |  |  |  |
|  | 7. Elvira Menéndez                           |  |  |  |  |  |  |  |  |  |  |  |  |  |  |  |
|  |                                              |  |  |  |  |  |  |  |  |  |  |  |  |  |  |  |
|  |                                              |  |  |  |  |  |  |  |  |  |  |  |  |  |  |  |
|  | 15. Tutadona                                 |  |  |  |  |  |  |  |  |  |  |  |  |  |  |  |
|  |                                              |  |  |  |  |  |  |  |  |  |  |  |  |  |  |  |
|  |                                              |  |  |  |  |  |  |  |  |  |  |  |  |  |  |  |